# 14 Geminorum
14 Geminorum är en gul stjärna i stjärnbilden Tvillingarna.
14 Geminorum har visuell magnitud +6,53 och kräver fältkikare för att kunna observeras. Den befinner sig på ett avstånd av ungefär 380 ljusår.